# Liongo
Fumo Liongo, noto anche come Liongo, Liyongo, Liongo Fumo o Liongo Fumo wa Bauri è una delle principali figure eroiche della cultura swahili. Era un guerriero e un cantore; a lui stesso è attribuita la paternità delle molte canzoni sulla sua vita parte del bagaglio della tradizione orale swahili. Molte di queste canzoni sono associate ai riti nuziali e alle danze gungu.

## I testi
Oltre a essere tramandate oralmente, alcune canzoni di Liongo ci sono giunte attraverso manoscritti in lingua swahili arcaica, traslitterata nell'alfabeto arabo o latino. Si ritiene che queste poesie risalgano almeno al XIII secolo, e costituiscono elementi di grande interesse per lo studio antropologico e storico della lingua e della cultura swahili antiche. Per esempio, vi si trovano informazioni sugli antichi rituali nuziali, sul ruolo del vino di palma nella società, sulle danze gungu, e via dicendo. Alcuni dei testi più noti del grande corpus di poesie su Liongo sono Liongo na Mmanga, Hadithi ya Liongo, Sifu Uta Wangu. Si tratta principalmente di testi che raccontano episodi della vita dell'eroe, enfatizzandone l'abilità e la forza, di lodi cantate dall'eroe in onore di dame, o di odi guerresche (il Sifu Uta Wangu, per esempio, viene generalmente chiamato "Lode al mio arco" o "La canzone del guerriero").

## Storicità del personaggio
Anche se le informazioni preservate dalle tradizioni non sono sempre coerenti e di facile interpretazione, e una ricostruzione accurata della vita di Liongo è molto difficile, si ritiene che si tratti di un personaggio storico. Alcuni elementi dell'epica di Liongo fanno pensare che l'origine del mito risalga al periodo di transizione fra la cultura africana (matrilinea) e quella islamica (patrilinea), intorno al XIII secolo circa. A questo proposito è significativo che diverse fonti rappresentino alternativamente Liongo come un seguace delle religioni tradizionali africane, un musulmano, o addirittura un cristiano.

## Elementi dell'epica di Liongo
Le descrizioni tradizionali di Liongo presentano molti punti in comune con quelle di eroi leggendari della tradizione europea; in particolare, ci sono forti analogie con le vicende di Achille, Sigfrido e Robin Hood. Viene descritto come un principe severo, e un guerriero possente: altissimo (quasi un gigante) e quasi invulnerabile, poteva essere ucciso solo da un chiodo (o spillo) di rame piantato nell'ombelico. Questo segreto era noto solo a Liongo e a sua madre Mbowe.
Liongo era principe (o re) di Shanga, un antico regno dell'isola di Pate (la maggiore delle isole Lamu), sebbene fosse probabilmente originario del continente (ci sono diverse località della costa orientale dell'Africa che si attribuiscono il merito di avergli dato i natali). La parte più nota delle sue imprese riguarda la sua caduta in disgrazia, che a seconda delle fonti è attribuita all'ira del popolo o a una disputa con il fratello o il cugino per la successione al trono. In alcune varianti della storia, il rivale-cugino si chiama Hemedi (Ahmad); questa versione potrebbe rappresentare simbolicamente il conflitto fra l'antica tradizione dei re africani e l'avvento dei sultanati islamici. In ogni caso, la vicenda narra che Liongo, imprigionato, si mise a cantare una lunghissima canzone. Attraverso questi canti, fra l'altro, Liongo inviava messaggi in codice alla madre, al fine di ottenere il suo aiuto per fuggire. Il canto divenne poi una danza (il prototipo delle danze gungu diffuse ancora oggi in Africa orientale) a cui si unì anche tutto il popolo, e nella confusione (o con l'aiuto della madre) Liongo riuscì a darsi alla fuga.
Un altro elemento fondamentale dell'epica di Liongo riguarda la sua morte che, come nel caso di quella dell'eroe nordico Sigfrido, fu causata da un tradimento. A tradirlo fu il figlio (o il nipote), venuto a conoscenza del punto vulnerabile dell'eroe.
In altri canti Liongo viene descritto anche come un maestro nel tiro con l'arco, e alcuni episodi sono incentrati su questo elemento. In una occasione, un re aveva indetto un torneo con lo scopo di attirare Liongo in trappola; Liongo riuscì a vincere il torneo e contemporaneamente sfuggire alla cattura. Alcune descrizioni della sua morte riferiscono che, dopo la fatale ferita procuratagli dallo spillo di rame, si inginocchiò appoggiato al suo arco, morendo in quella posizione; e chi lo vedeva pensava che fosse ancora vivo.
Nella località di Ozi esiste un luogo di sepoltura in cui, secondo la tradizione, giace il corpo di Liongo.